# Voltinia
Genre
Voltinia est un genre d'insectes lépidoptères de la famille des Riodinidae.

## Dénomination
Le nom Voltinia leur a été donné par Hans Ferdinand Emil Julius Stichel en 1910.
Ils résident sur la côte nord-est de l'Amérique du sud.

## Liste des espèces
- Voltinia radiata (Godman & Salvin, [1886]); présent au Costa Rica et en Colombie
- Voltinia theata Stichel, 1910; présent au Costa Rica, en Équateur et en Colombie

### Source
- Voltinia sur funet